# Grønlandshval
Grønlandshvalen (Balaena mysticetus) er en bardehval i familien af rethvaler. Grønlandshvalen bliver 18 meter lang og vejer op til 100 ton. Bestandens størrelse er usikker men formentlig på 6–12.000 individer. Den lever i det arktiske Stillehav og Beauforthavet.
Grønlandshvalen regnes for det pattedyr, som bliver ældst. De menes at kunne blive op til 150-200 år gamle. Der er fanget grønlandshvaler med harpunspidser siddende i, som var fra slutningen af 1800-tallet.
Grønlandshvalen er også den hval der får de største barder, de kan blive op til 2 meter lange.
Arten var delvis forsvundet fra området omkring Grønland, men er nu dukket op igen, sandsynligvis på grund af klimaforandringer og dermed åbning af nordvestpassagen, som er isfri for første gang i 125.000 år. Bestanden i området øst for Grønland har status som kritisk truet.
Grønlandshvalen regnes nu også blandt de hvaler, som kan synge. Ifølge ny forskning, og som den eneste hval, er den flerstemmig og synger nye sange hvert år. Man mener det er hannen der synger, for at imponere hunnen.